# Flugplatz Sauðá

i8
i11
i13
Der Flugplatz Sauðá (isländisch Sauðárflugvöllur, ICAO-Code: BISA) liegt im Osten von Island.
Dieser Flugplatz liegt im Hochland nördlich des Vatnajökull und westlich vom Hálslón  direkt neben dem Fluss Sauðá, der in den größten Stausee des Kárahnjúkar-Kraftwerks fließt.
Nach Aussage von Ómar Ragnarsson haben bereits 1938 die isländischen Flugpioniere Agnar Kofoed-Hansen und Bergur G. Gíslason diesen Flugplatz ausgemacht.
Ihre Markierungen der Landebahn sind auch heute noch zu erkennen.
Er verfügt inzwischen über fünf verschieden lange Landebahnen in unterschiedlichen Richtungen.
Auf der längsten mit über 1100 m können im Notfall auch etwas größere Flugzeuge landen.
Seit 2010 hat dieser Hochland-Flugplatz eine Zulassung durch die istländische Flugverwaltung Isavia.